# Igor Frenkel
Igor Borissowitsch Frenkel (Leningrado, 22 de abril de 1952) é um matemático estadunidense originário da Rússia, que trabalha com álgebra de Lie dimensionalmente infinita e teoria de representação.
Frenkel estabeleceu-se nos Estados Unidos em 1979, onde obteve em 1980 um doutorado em 1980, orientado por Howard Garland, na Universidade Yale, com a tese Orbital Theory for Affine Lie Algebras.
Foi palestrante convidado do Congresso Internacional de Matemáticos em Berkeley, Califórnia ( 1986 - Beyond affine Lie algebras). Em 2015 foieleito membro da Academia de Artes e Ciências dos Estados Unidos.
Dentre seus doutorandos constam Mikhail Khovanov e Pavel Etingof.